# Adriaen van Ostade
Adriaen van Ostade (Haarlem, 1610-1685) fue un pintor y grabador neerlandés.  

## Biografía
Fue el hijo mayor de Jan Hendricx Ostade, un tejedor de la ciudad de Ostade cerca de Eindhoven. Fue bautizado como Adriaen Hendricx el 10 de diciembre de 1610.
Aunque Adriaen y su hermano Isaak nacieron en Haarlem, adoptaron el apellido «van Ostade» como pintores. Isaak van Ostade fue considerado más hábil que su hermano, aunque falleció muy joven.
Según Arnold Houbraken, Adriaen se formó, a partir de 1627, con el artista neerlandés Frans Hals, maestro en aquella época de Adriaen Brouwer y Jan Miense Molenaer. Sin embargo, los expertos consideran que su estilo no delata influencias de Hals. Sí recibió más tarde la influencia de Rembrandt. 
A los veintiséis años de edad se unió a la compañía cívica de Haarlem, y a los veintiocho se casó. Su mujer murió en 1640, y volvió a casarse rápidamente, con una dama que gozaba de buena posición económica. De nuevo enviudó en 1666, heredando la fortuna de su mujer y de su suegro. En 1662 consiguió el mayor honor de su profesión al obtener la presidencia de la guilda de San Lucas, gremio de pintores en Haarlem. 
Se desconoce la fecha de su fallecimiento, pero consta que se le enterró el 2 de mayo de 1685.
Parece ser que pudo ser el maestro del pintor de género Jan Steen.

## Obra

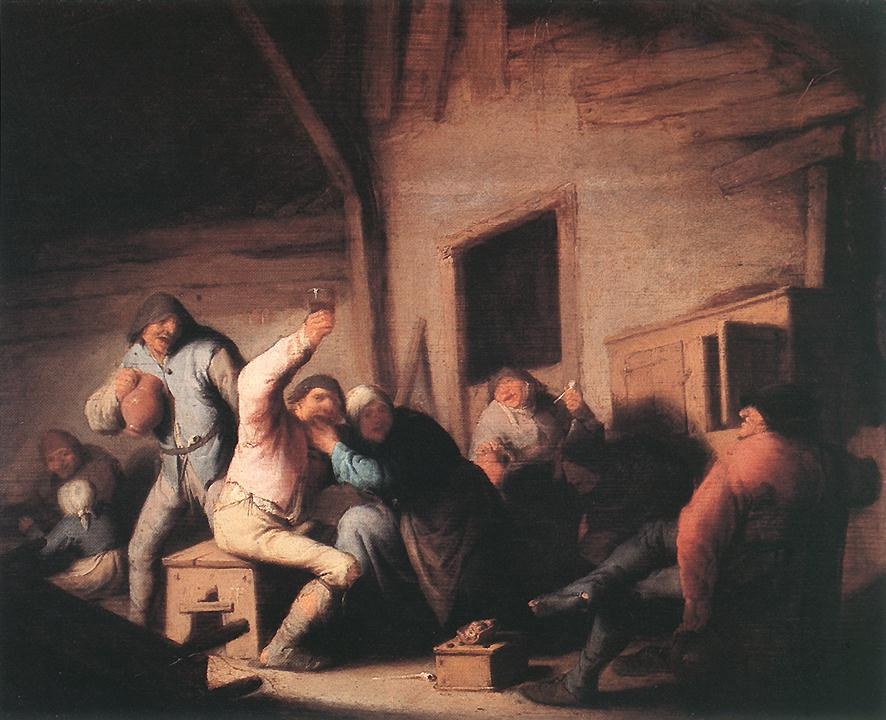
Campesinos en una taberna, de Adriaen van Ostade, h. 1635, Alte Pinakothek, Múnich.

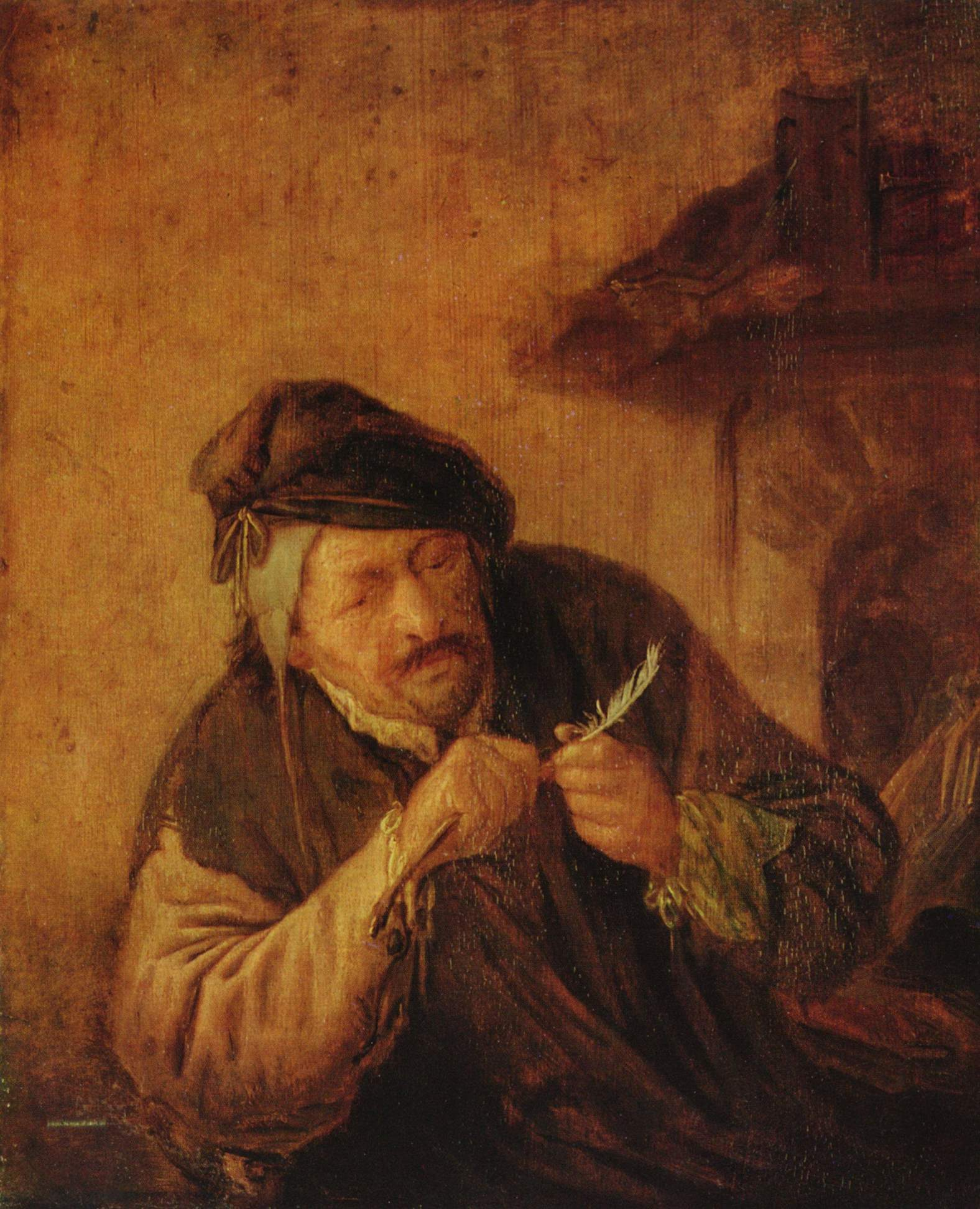
Cortando la pluma, h. 1660, en el Museo de Bellas Artes de Budapest

Van Ostade se especializó en escenas de género, en un estilo vivo y vigoroso, lleno de sutiles efectos de luces y sombras. Es conocido sobre todo por sus escenas de taberna, que recuerdan un poco el mundo de Brueghel. Aparecen en sus obras campesinos bebiendo y fumando, músicos ambulantes, fiestas campesinas y pintorescos personajes de los pueblos. Se trata de una temática cercana a la de sus contemporáneos, David Teniers el Joven y Adriaen Brouwer. La diferencia entre Teniers y Ostade radica en la diferente condición de las clases campesinas entre Brabante Septentrional y Holanda y en la atmósfera y los alojamientos propios de cada región. Brabante tiene más sol y comodidad; Teniers, por lo tanto, es plateado y brillante, y las figuras de sus cuadros son bellos ejemplares de su cultura. Holanda, en los alrededores de Haarlem, parece haber padecido grandemente la guerra; el aire es húmedo y brumoso, y las personas que Ostade pinta son bajas y desfavorecidas, marcadas con el sello de la adversidad, tanto en sus rasgos como en sus ropajes.
Brouwer, que pintó a los campesinos holandeses en sus pasiones y entretenimientos, estaba más cercano al estilo de Frans Hals, pero son obras del mismo tipo que las de Ostade. 
Realizó 50 grabados sobre la vida campesina, más como afición que con fines comerciales, pues él apenas imprimió ejemplares de ellos. Las planchas serían difundidas mediante abundantes ediciones en los dos siglos siguientes.
Sus primeras obras están repletas de personajes pendencieros y obscenos, pintados con cierta rapidez en espacios oscuros. Ostade tendió a la misma exageración y agitación que Brouwer, aunque se distinguiera de su rival gracias a un uso más general de la luz y la sombra, especialmente, una mayor concentración de luz en una superficie pequeña, en contraste con una mayor expansión de penumbra (por ejemplo en Barbero extrayendo un diente). La crudeza de sus cuadros le hicieron llegar incluso a la caricatura. La grandeza de Ostade reside en cuán a menudo capta el lado poético de la clase campesina, a pesar de su vulgaridad. Iluminó con la luz mágica de un brillo solar sus bastos deportes, sus peleas, incluso las modalidades más tranquilas de entretenimiento y cubrió sus ruinosas cabañas con una alegre vegetación.

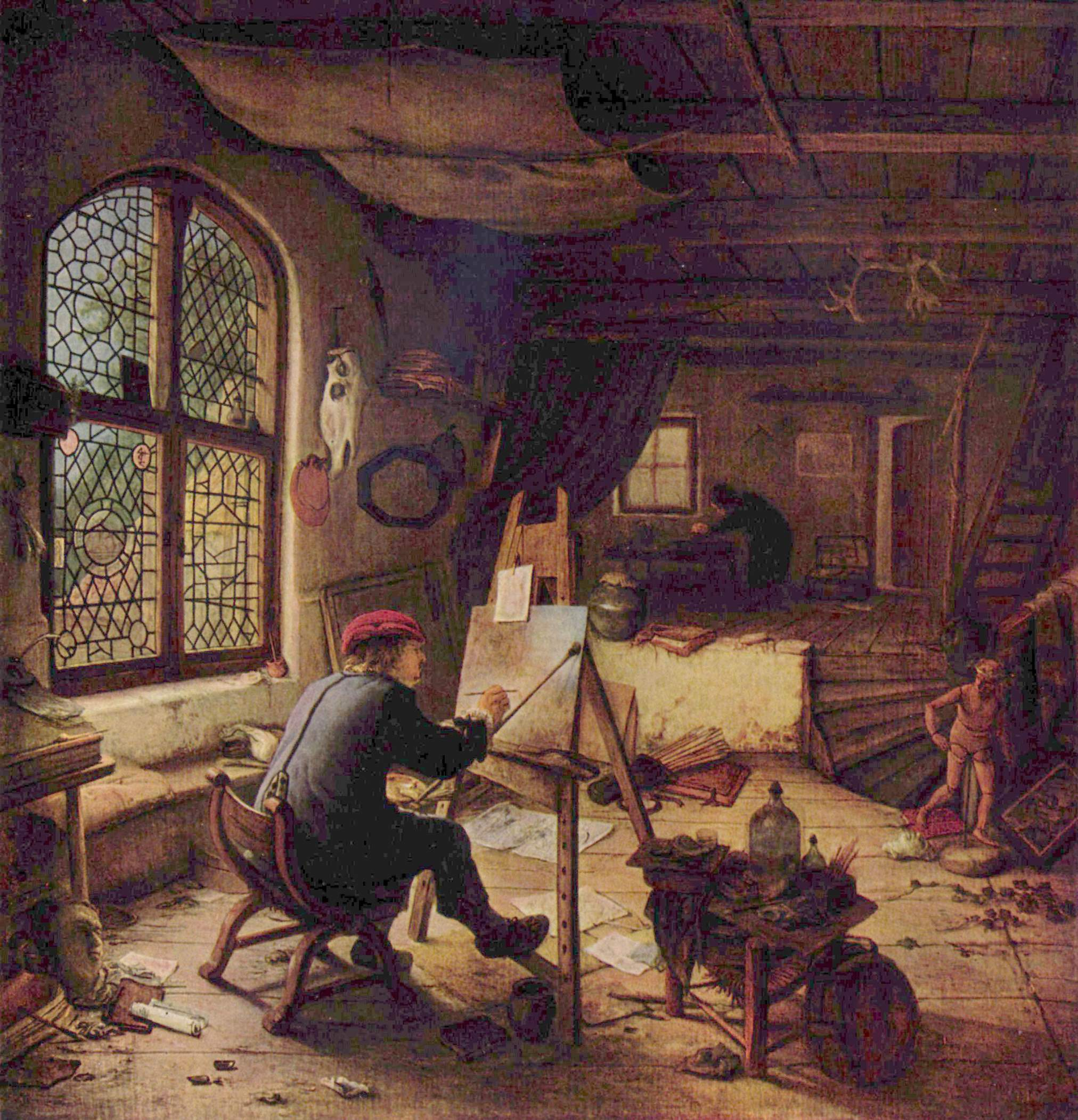
El pintor en su taller (autorretrato) (1663), en la Sempergalerie, Dresde.

Alrededor de 1638 o 1640, la influencia de Rembrandt hizo que su estilo cambiara rápidamente, con escenas de tono más cálido y locales más decentes. Aparecen escenas al aire libre y retratos costumbristas. Pintó la Anunciación del Museo de Brunswick: ángeles, apareciendo en el cielo a los bárbaros holandeses medio dormidos en medio de su ganado, ovejas, y perros en frente de una cabaña, recuerdan a un tema similar de Rembrandt, quien efectivamente iluminó los grupos principales mediante rayos lanzados a la tierra desde un cielo tenebroso. Ostade, sin embargo, no consiguió aquí dar una fuerza y expresión dramáticas; sus pastores carecen de emoción, sin las cualidades que por lo general hacen atractivos a sus temas habituales.
En 1642 pintó un cuadro que se conserva en el Louvre, que se creyó erróneamente un retrato del pintor y su familia. Hay una madre que atiende a su hijo, que está en la cuna. Su marido se sienta cerca, junto a una gran chimenea. Es una vivienda rural en tinieblas, levemente iluminada por un rayo de sol. Podría pensarse que el pintor intentó representar una Natividad; pero no hay nada santo en los alrededores, nada atractivo, de hecho, excepto la maravillosa transparencia rembrandtesca, el tono marronáceo, y el admirable detallismo. Ostade estaba más cómodo con un efecto similar aplicado al incidente común de la Matanza del cerdo, una de las obras maestras de 1643, y que en el pasado estuvo en la colección Gsell de Viena.
Esta tendencia se intensificó hacia 1650, de manera que en su producción posterior muestra escenas más refinadas: interiores más detallados y menos personajes, vistos más de cerca.
En otras obras de años anteriores y posteriores, regresó a temas que le eran familiares, en los que su poder de observación le hacían un maestro. No parece haber vuelto a ilustraciones de los Evangelios hasta 1667, cuando produjo una admirable Natividad que sólo se ve superada en composición y colorido por la obra de Rembrandt La familia del carpintero del Louvre, o el Carpintero con hijos, en la galería de Cassel. Casi innumerables son los temas más familiares a los que dedicó su pincel durante este intervalo: desde pequeñas figuras individuales, representando a fumadores o bebedores, hasta alegorías de los cinco sentidos (Museo del Hermitage y galería de Brunswick), retratos de medio cuerpo de pescaderos y panaderos, luchas campesinas, escenas de juego, jugadores itinerantes y curanderos, y jugadores de bolos al aire libre.

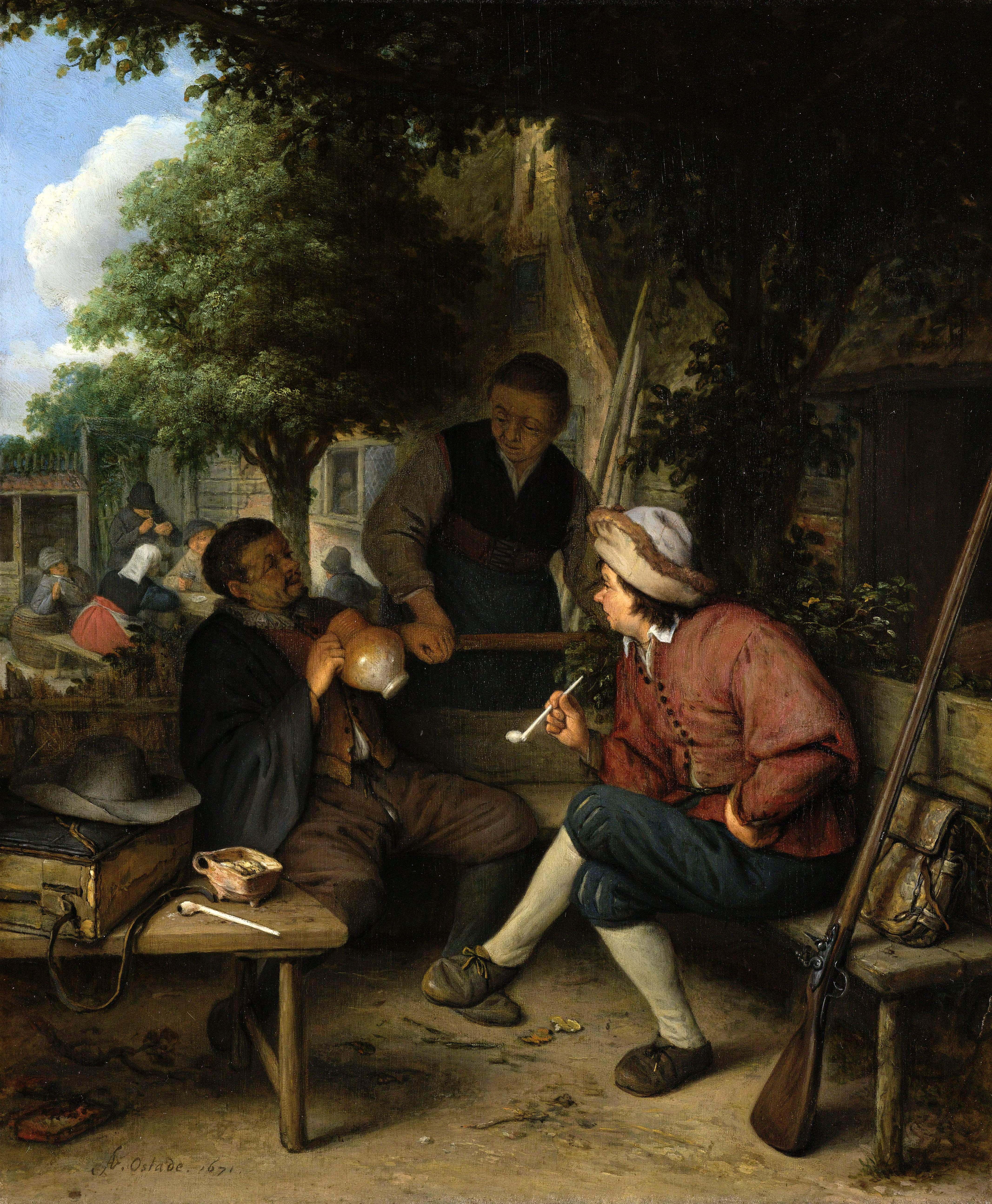
Viajeros descansando, 1671, en el Rijksmuseum de Ámsterdam.

Entre sus obras destacan Concierto rústico con flauta y violín (1638) en el Museo del Prado, y Bebedor en un interior, de su época más refinada, en el Museo Thyssen-Bornemisza de Madrid.
Las firmas de Ostade varían según los diferentes períodos, pero las primeras dos letras generalmente se entrelazan. Hasta 1635, Ostade escribe su apellido Ostaden, como puede verse en El gaitero de 1635 en el Museo Liechtenstein de Viena. Más tarde, usa una «s» larga (f), y ocasionalmente firma con letras mayúsculas. 
Se considera que sus discípulos principales fueron su hermano Isaac y Jan Steen; otros alumnos que pueden mencionarse son Cornelis Bega, Cornelis Dusart y Richard Brakenburg.

## Legado
Su producción es amplísima. Le han sido atribuidas, además, copias e imitaciones debidas a otros autores.
Smith fija en 385 el número de pinturas de Ostade, pero Hofstede de Groot (1910) habla de más de 900. A su muerte, la reserva de cuadros sin vender era de más de 200. Sus planchas para grabados se subastaron con las pinturas. Cincuenta planchas, la mayor parte de las cuales datan de 1647–1648, fueron vendidas en 1686. 220 pinturas suyas se encuentran en colecciones públicas y privadas, mientras que diecisiete están firmadas con el nombre pero no datadas.
Los precios que Ostade recibía se desconocen; pero las pinturas que valían 40 libras en 1750 valían 1.000 un siglo después, y el conde de Dudley pagó 4.120 por un interior doméstico en 1876.

## Referencias

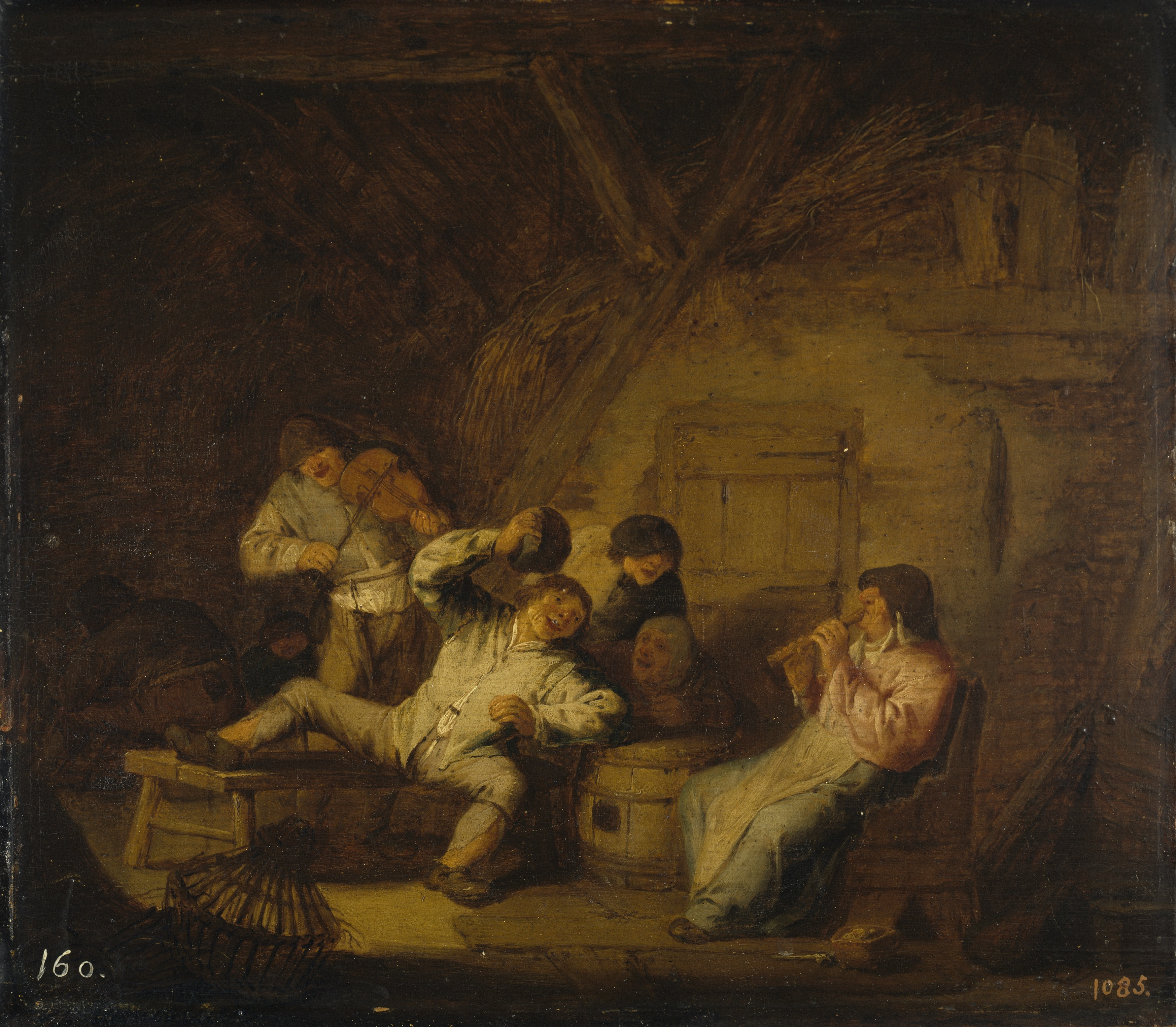
Concierto rústico con flauta y violín, 1635-1637, Museo del Prado.